# رحلة أوليا جلبي
كتاب رحلة أوليا جلبي أو سياحتنامه أوليا جلبي (بالتركية العثمانية: اولیا چلبی سیاحتنامه‌سی؛ بالتركية الحديثة: Evliya Çelebi Seyahetnamesi) أو السياحتنامه أو السياحتنامة هو كتاب للرحالة العثماني أوليا جلبي (1611–1682) في عشرة مجلدات، يسجل فيه رحلاته في الآستانة والأناضول وبلاد فارس الصفوية وأوروبا العثمانية وشمال أفريقيا والنمسا والقاهرة. صدر هذا الكتاب أولًا في عام 1848م.

## عنوان الكتاب
السياحتنامه (بالفارسية والتركية العثمانية: سیاحتنامه أو سیاحت‌نامه، وتعني كتاب السياحة) هي شكل أدبي شاع في الدول الإسلامية في العصور الوسطى.
من كُتّاب السياحتنامه أيضًا سيدي علي رئيس، صاحب كتاب «مرآة الممالك».